# جنجال در شهر
جنجال در شهر با نام اصلی شورش در برانکس (به انگلیسی: Rumble in the Bronx) یک فیلم سینمایی محصول سال ۱۹۹۵ هنگ کنگ در ژانر رزمی و کمدی با بازی جکی چان، آنیتا موی و فرانسوا ییپ به کارگردانی استنلی تانگ است. داستان این فیلم در منطقه برانکس شهر نیویورک اما در ونکوور، کانادا فیلم‌برداری شده‌است.

## باکس آفیس
این فیلم ۷۶ میلیون دلار آمریکا در سراسر جهان (تقریبا ۱۴۰ میلیون دلار با توجه به تورم)، در مقابل بودجه ۷٫۵ میلیون دلاری، به دست آورد و آن را به عنوان یکی از پردرآمدترین فیلم‌های آن زمان معرفی کرد.

## بازیگران فیلم
- جکی چان در نقش مون هون کیون
- آنیتا موی در نقش الین
- فرانسوا ییپ در نقش نانسی
- بیل تونگ در نقش عمو بیل ما
- مارک اکستروم در نقش تونی، رهبر این باند
- Garvin Cross در نقش آنجلو
- مورگان لام در نقش دنی
- کریس لرد
- کری کین اسپارک
- الیوت نگوک
- ادی کو
- امیل چو در نقش فروشندهٔ بستنی
- الکس در نقش مشتری یخچال